# لابسكي
لابسكي هي بلدة تقع في محافظة جنق قلعة، تركيا.